# كريس غالفن
كريس غالفن (بالإنجليزية: Chris Galvin)‏ هو مدرب كرة قدم ولاعب كرة قدم بريطاني في مركز الوسط، ولد في 24 نوفمبر 1951 في هدرسفيلد في المملكة المتحدة. لعب مع ستوكبورت كونتي وليدز يونايتد ونادي يورك سيتي وهال سيتي.